# Eccoptomera simplex
Eccoptomera simplex är en tvåvingeart som beskrevs av Daniel William Coquillett 1904. Eccoptomera simplex ingår i släktet Eccoptomera och familjen myllflugor. Inga underarter finns listade i Catalogue of Life.